# Ve-Nilangal
El Ve-Nilangal es un lanzamisiles multipropósito de fabricación venezolana que posee dispositivos antiaéreos, antitanques, antifortín y antipersonal. El mismo es usado por la Fuerza Armada Nacional Bolivariana.

## Desarrollo
Sus creadores fueron el coronel (Ej) Ender Galvis, el ingeniero Nilander Barrientos y el mayor (Ej) Alexander Sequera.
EL proyecto fue presentado al Concurso de Ingenio, realizado por el ejército de Venezuela el 20 de junio de 2006, ganando el primer lugar, después de un año de trabajar en el proyecto teórico y 5 meses en ejecutar la parte práctica.
Sus creadores aseguran que este lanzacohetes tiene tecnología de punta, y supera a los equipos de ese tipo que utiliza en la actualidad el ejército venezolano. Todos sus componentes son hechos en Venezuela. Es hecho a base de polietileno de alta densidad, CAVIM se encargará de su fabricación.

## Tecnología
El sistema de sostenimiento que posee el tubo guía, el cual permite que la granada se mantenga sin moverse hacia delante o hacia atrás. La espoleta de la granada es diferente al tradicionalmente utilizado, ya que se trata de una espoleta de percusión con casquillo y no de algún tipo de combustión, como se acostumbra.
La parte interior del cohete tiene un tubo que es realmente un motor de combustión a base de Nitrato de Amonio, componente utilizado en cohetería espacial.
La base del proyectil presenta una serie de orificios concéntricos, tal como ahora se ve en los cohetes espaciales, que no llevan aletas.

## Datos Sobre Lanza Misiles
País de Creación: Venezuela  Venezuela
Calibre: 70 mm
Alcance: 2.000 m
Longitud tubo cañón: 1,15 m
Peso: aprox 9 kg
Alimentación: baterías 3.7 V 200 mp
Sistema de miras: óptica y mecánica
Cadencia de tiro: 8 disparos por minuto
Vida útil del sistema: Según uso

### Armas similares
- ERYX
- Instalaza C-90
- Bumbar
- Unión Soviética 9K111 Fagot